# 宇田麻衣子
宇田 麻衣子（うだ まいこ、1974年（昭和49年）9月9日 - ）は、証券アナリスト、ファンドマネージャー。元フジテレビアナウンサー。

## 来歴・人物
東京都新宿区出身。父親の転勤に伴い、幼少時はイギリス・ロンドンで生活した帰国子女であった。
国際基督教大学高等学校、慶應義塾大学経済学部、スタンフォード大学ビジネススクールを修了（MBA）。
1997年、フジテレビにアナウンサーとして入社、2001年9月退社後、スタンフォード大学ビジネススクールに入学。2005年8月帰国後、フィデリティ投信・アナリストとなる。2009年に、宇田の父親が設立した投資顧問会社に入社し、ポートフォリオマネジャーを務める。2018年、サイバー・バズ社外取締役（現任）。2021年、Zホールディングス社外取締役 (現任)。同年、ニューラルポケット社外取締役 (現任)。

## 過去の担当番組
報道・情報番組
| 期間                   | 期間                   | 番組名                        | 役職               | 担当日     |
| ---------------------- | ---------------------- | ----------------------------- | ------------------ | ---------- |
| 新人時代（研修終了後） | 新人時代（研修終了後） | おはよう!ナイスデイ           | レポーター         | 平日       |
| 新人時代（研修終了後） | 新人時代（研修終了後） | FNNニュース555 ザ・ヒューマン | レポーター         | 平日       |
| 新人時代（研修終了後） | 新人時代（研修終了後） | FNNスピーク                   | お天気キャスター   | 土曜日     |
| 1999年4月5日           | 2000年3月29日          | めざまし天気                  | 司会               | 月～水曜日 |
| 2000年4月1日           | 2001年3月31日          | ウォッ!チャ                   | コーナーキャスター | 土曜日     |
| 2000年4月3日           | 2001年3月27日          | プロ野球ニュース              | キャスター         | 月・火曜日 |

その他
- ごごいち
- めちゃ×2イケてるッ!（さすらいのギャンブラー担当）
- 快進撃TVうたえモン（アシスタント）
- 明石家マンション物語（「ニュースピックアップアップ」のコーナー担当）
- CX NUDE DX（進行、先輩の佐野瑞樹と担当）
- うまなりクン（ナレーション)
- おはよう茨城
- 鉄道唱歌の物語
- THEわれめDEポン
- パーフェクトラブ! 最終話 - 本人役

## 出演CM
- シャープ「GALAPAGOS」“日経アナリスト編”（2010年）

## 同期入社
- 春日由実 (現在は同局の広報局広告宣伝部所属)
- 桜井堅一朗（後に同局のスポーツ局スポーツ制作プロデューサー、2021年に死去）
- 深澤里奈（2004年1月退社。現在はフリー）